# Die wilden Schwäne (1962)
Die wilden Schwäne ist ein auf dem gleichnamigen Märchen der Hans Christian Andersen basierender sowjetischer Zeichentrickfilm von Wera Zechanowska und Michail Zechanowski aus dem Jahr 1962.

## Handlung
Elf Söhne und eine Tochter hat der König, als er zum zweiten Mal heiratet. Die neue böse und stolze Königin verwandelt die Stiefsöhne in wilde Schwäne und gibt auch dem Mädchen ein so hässliches Gesicht, dass nicht mal der eigene Vater seinen Liebling wiedererkennt, sondern davonjagt. Die Schwester macht sich auf den Weg, um ihre verschwundenen Brüder zu suchen und zu erlösen. Sie erfährt, dass sie ihnen Hemden aus Brennnesseln weben muss, damit sie ihre ursprüngliche Gestalt zurückerhalten. Während der Arbeit an den Hemden darf sie aber kein Wort sprechen. Der Prinz des Nachbarreiches hat sich unterdessen in die stumme Schöne verliebt und will sie zu seiner Frau machen. Jedoch der Tod auf dem Scheiterhaufen steht ihr bevor, da das Gerücht gestreut wird, dass sie in Wahrheit eine Hexe sei. Und dennoch schweigt das Mädchen, webt weiter am letzten Hemd. Erst auf dem Scheiterhaufen wird es fertig, kann sie die Brennesselhemden ihren Schwanenbrüdern überwerfen und so sie und sich befreien.

## Produktion und Veröffentlichung
Die Bildgestaltung der Filme ist von gotischer Kunst inspiriert. Dies ist einer der ersten sowjetischen Filme, die im Breitbildformat veröffentlicht wurden.
Der Film wurde 1962 in der Sowjetunion veröffentlicht. Die deutsche Fassung erschien am 18. Juli 1969 in der DDR.

## Synchronisation
Die Dialoge der DEFA-Synchronisation schrieb Egon Sartorius, die Regie übernahm Thomas Ruttmann. Die Schnittfassung fertigte Katarina Klafki, für den Ton waren Charlotte Nickel und Wolfgang Franke verantwortlich. Die Synchronsprecher sind Margret Allner, Michael Christian, Horst Kempe, Ivan Malré und Alfred Bohl.